# Zaglyptogastra scoparia
Zaglyptogastra scoparia är en stekelart som först beskrevs av Szepligeti 1905.  Zaglyptogastra scoparia ingår i släktet Zaglyptogastra och familjen bracksteklar. Inga underarter finns listade i Catalogue of Life.